# Roscoe Lee Browne
Roscoe Lee Browne (2. maj 1922 – 11. april 2007) var en amerikansk skuespiller. Han lagde stemmer til flere film bl.a. Babe - den kække gris. Han var også kendt som stemmen bag Kingpin i Spider-Man: The Animated Series.

## Filmografi (i udvalg)
- 1988 Oliver & Co.
- 1995 Babe - den kække gris
- 2002 Skatteplaneten